# Jan Hörl (cichociemny)
Jan Wilhelm Hörl vel Stanisław Kolski, vel Jan Halicki, pseud. Frog, Flet (ur. 28 maja 1921 w Sulejówku, zm. 7 maja 1943 w Warszawie) – podporucznik broni pancernych Polskich Sił Zbrojnych, cichociemny.

## Życiorys
Był synem ewangelika reformowanego Wilhelma Franciszka, pułkownika WP, i Zofii z Żabczyńskich. Był ochrzczony i konfirmowany w parafii ewangelicko-reformowanej w Warszawie razem z siostrą Zofią (1924–1944). W 1939 roku ukończył 1. klasę licealną w Państwowym Liceum i Gimnazjum im. Tadeusza Reytana w Warszawie.
We wrześniu 1939 roku nie został zmobilizowany. Przekroczył granicę polsko-węgierską 24 września 1939 roku. W październiku znalazł się we Francji, gdzie został skierowany do Szkoły Podchorążych Broni Pancernej w Sérignan. Walczył w szeregach 10 Brygady Kawalerii Pancernej. W czerwcu 1940 roku został razem z brygadą ewakuowany do Wielkiej Brytanii, gdzie został przydzielony do 14 pułku, a następnie do 66 batalionu czołgów.

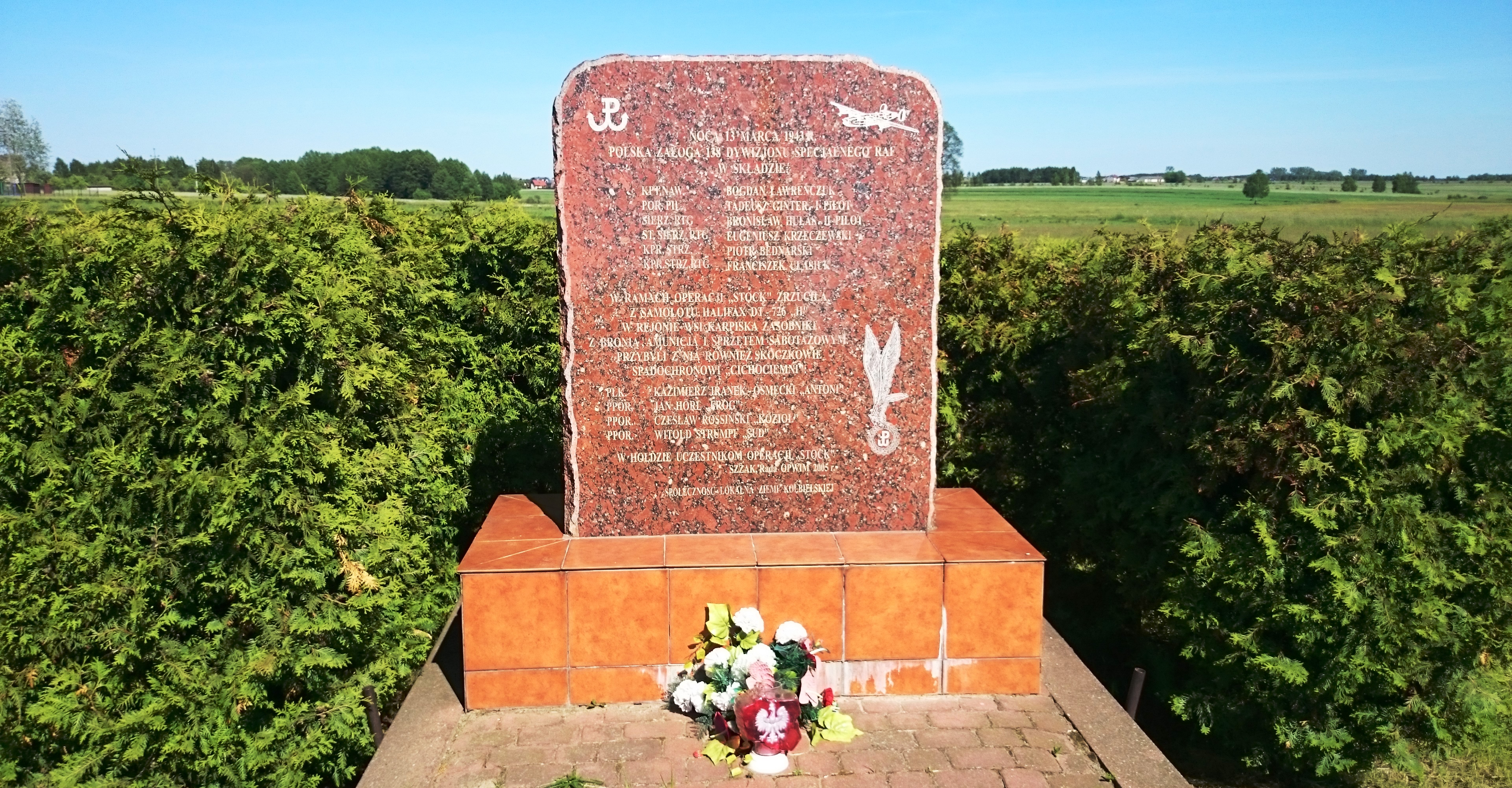
Placówka odbioru cichociemnych „Koza”, gdzie został zrzucony Jan Hörl i kamień ją upamiętniający

Zgłosił się do służby w kraju. Po konspiracyjnym przeszkoleniu w dywersji został zaprzysiężony 29 listopada 1942 roku w Oddziale VI Sztabu Naczelnego Wodza. Zrzutu dokonano w nocy z 13 na 14 marca 1943 roku w ramach operacji „Stock”. Dostał przydział do Okręgu Lublin  AK. 29 kwietnia 1943 roku został aresztowany przez Kriminalpolizei jako Stanisław Kolski przy ul. 6 Sierpnia 4 w Warszawie. Był więźniem Pawiaka, przesłuchiwanym przez gestapo. 7 maja 1943 roku został rozstrzelany w ruinach getta przy ul. Dzielnej 27.

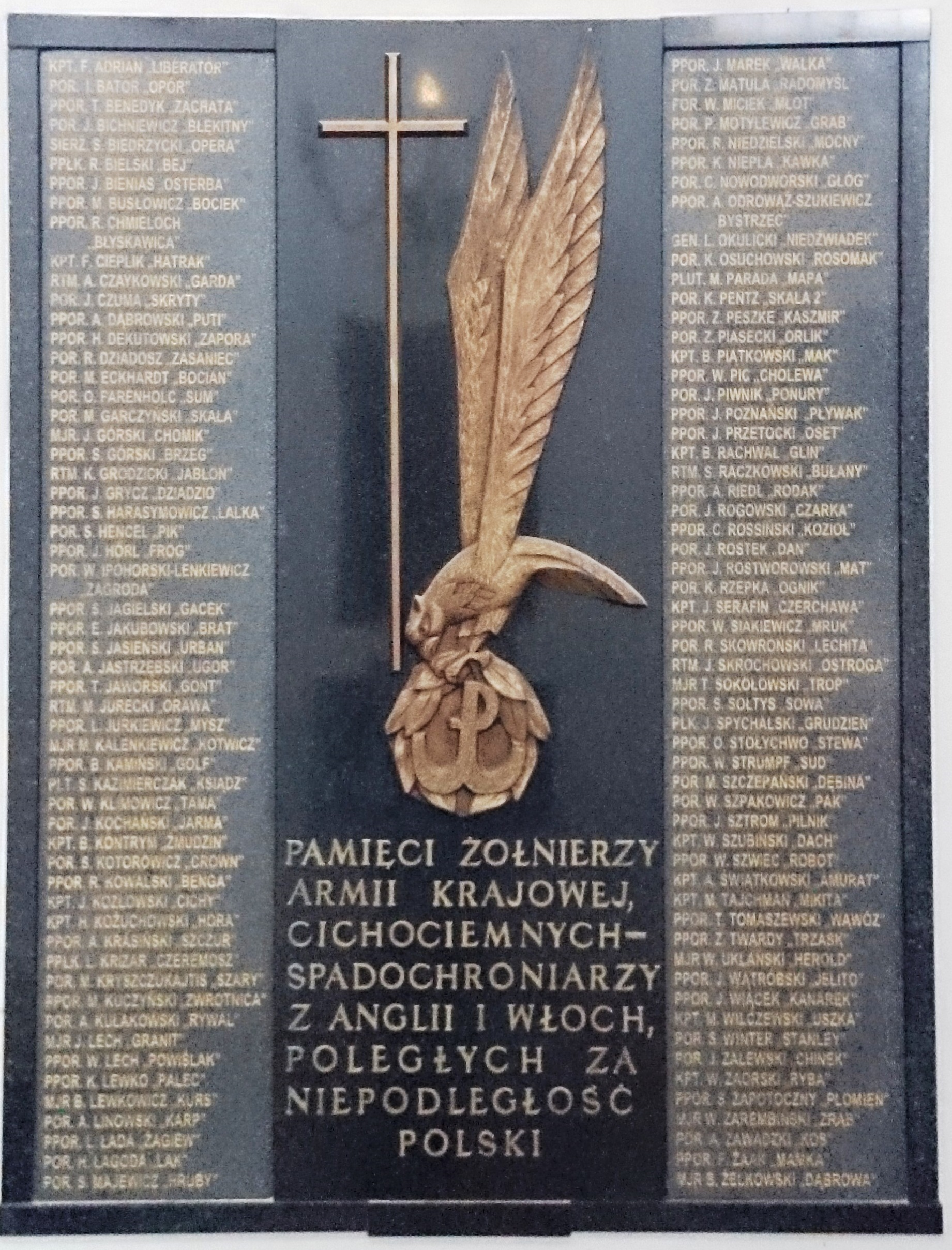
Tablica w kościele św. Jacka w Warszawie, upamiętniająca poległych cichociemnych, w tym Jana Hörla

## Ordery i odznaczenia
- Krzyż Srebrny Orderu Virtuti Militari nr 13414[3] – pośmiertnie, 1 lipca 1944 roku.

## Upamiętnienie
W lewej nawie kościoła św. Jacka przy ul. Freta w Warszawie odsłonięto w 1980 roku tablicę Pamięci żołnierzy Armii Krajowej, cichociemnych – spadochroniarzy z Anglii i Włoch, poległych za niepodległość Polski. Jan Hörl jest wymieniony wśród 110 poległych cichociemnych.